# Vilma Koivisto
Vilma Koivisto, född 21 november 2002 i Rovaniemi, är en finländsk fotbollsspelare som representerar Linköping FC och det finländska landslaget.

## Karriär
Koivisto spelade ungdomsfotboll och inledde sin seniorkarriär i RoPS. Sommaren 2018 flyttade hon till Sverige för spel i Piteå IF:s U19-lag och i december samma år flyttades hon upp i A-laget. Hon spelade därefter för Umeå IK och IFK Norrköping.
I november 2023 värvades Koivisto av Linköping FC, där hon skrev på ett fyraårskontrakt.